# Villa Serrana
Villa Serrana ist eine Ortschaft in Uruguay.

## Geographie
Sie befindet sich im Süden des Departamento Lavalleja in dessen 7. Verwaltungsabschnitt etwa 25 Kilometer nordöstlich der Departamento-Hauptstadt Minas. Villa Serrana liegt dabei in den Sierras de Minas zwischen den Tälern des Arroyo Penitente und des Arroyo Marmarajá auf einem Niveau von 300 Meter über dem Meeresspiegel. In der Nähe Villa Serranas befindet sich ein Stausee. Östlich des Ortes erstreckt sich von Norden nach Süden die Cuchilla del Aiguá, während nordwestlich die Cuchilla del Pozo in die Cuchilla Grande übergeht, die südlich der Ortschaft auch auf die Cuchilla del Aiguá trifft. Im Westen liegt der Cerro de los Perros, im Südwesten der Cerro de los Cuervos. Wenige Kilometer südöstlich Villa Serranas findet sich der Cerro Pelado, während östlich bzw. nordöstlich Cerro Puntiagudo und Cerro Largo und im Norden der Cerro Marmarajá als benannte topographische Erhebungen vorhanden sind.

## Infrastruktur
Über die in einer Entfernung von ca. fünf Kilometer abseits des Ortes verlaufende Ruta 8 ist dieser auch an das Busliniennetz angeschlossen und kann somit vom Terminal Tres Cruces in Montevideo aus erreicht werden. Die Ruta 8 selbst ist an den Ort über zwei Zugangswege an den Kilometerpunkten 139,5 und 145 angebunden. Der Ort verfügt über eine umfangreiche Infrastruktur an Gastronomie- und Beherbergungsbetrieben.

## Geschichte
Villa Serrana wurde ab 1945 unter der Federführung des Architekten Julio Vilamajó als Erholungsort im europäischen Stil konzipiert und errichtet.

## Einwohner
Die Einwohnerzahl Villa Serranas beträgt 89 (Stand: 2011), davon 45 männliche und 44 weibliche.
| Jahr | Einwohner |
| ---- | --------- |
| 1963 | 112       |
| 1975 | 113       |
| 1985 | 56        |
| 1996 | 80        |
| 2004 | 71        |
| 2011 | 89        |

Quelle: Instituto Nacional de Estadística de Uruguay